# Todor Michalew
Todor Michalew (bulgarisch Тодор Михалев, wiss. Transliteration Todor Michalev; * 27. April 1997 in Warna) ist ein bulgarischer Pentathlet.

## Karriere
Michalew begann im Alter von elf Jahren mit dem Schwimmsport in seiner Heimatstadt Warna, um die Krümmung seiner Wirbelsäule zu korrigieren. Kurz danach begann er auf Rat seiner Trainer nach und nach mit dem Laufen, Fechten und Schießen und kam somit zum Modernen Fünfkampf. Bei den Weltmeisterschaften 2018 gewann er in Mexiko-Stadt gemeinsam mit seinen bulgarischen Teamkollegen Bronze in der Staffel. Bei den Europaspielen 2023 schied Michalew in der Qualifikation aus. Seine bislang beste Saison war das Jahr 2024. Zunächst konnte er beim Weltcup in Ankara als Zehnter seine beste Weltcupplatzierung im Einzel erreichen. Anschließend qualifizierte er sich über das UIPM Ranking für seine ersten Olympischen Sommerspiele. In Paris zeigte Michalew solide Leistungen und erzielte im Halbfinale 1491 Punkte. Als Zwölfter seines Halbfinals schied er dennoch vorzeitig aus und wurde im Gesamtergebnis als 22. geführt.
In seiner Freizeit fotografiert Michalew gerne in der Natur. Zudem erlangte er einen universitären Abschluss in Fotografie. Er spricht bulgarisch und englisch. Täglich, bis auf sonntags, trainiert er alle fünf Disziplinen des Fünfkampfs.